# جان شرمن جوپر
جان شرمن جوپر (به انگلیسی: John Sherman Cooper) سناتور سابق عضو حزب جمهوری‌خواه ایالات متحده آمریکا بود. وی در سال ۱۹۴۶ تا ۱۹۴۹ و ۱۹۵۲ تا ۱۹۵۵ و ۱۹۵۶ تا ۱۹۷۳ میلادی سناتور ایالت کنتاکی در سنای ایالات متحده آمریکا بود.